# Vértesholyvaformák
A vértesholyvaformák (Osoriinae) a rovarok (Insecta) osztályában  a holyvafélék (Staphylinidae) családjának kis fajszámú alcsaládja. Magyarországon egyetlen fajuk fordul elő.

## Jellemzőik
Kis méretű (2–5 mm), sötét színű bogarak. Testük többé-kevésbé hengeres, megjelenésük nagyban hasonlít a korhóholyvaformákhoz . Fejük viszonylag nagy és széles. Több fajuk visel szarv-szerű kinövéseket a fején. A potrohuk oldalszegélye keskeny vagy hiányzik. Lábaik meglehetősen rövidek.

## Elterjedésük
Főként a meleg égövben fordulnak elő.

## Rendszerezés
Eleusinini (Sharp, 1887) nemzetség
Leptochirini (Sharp, 1887) nemzetség
Osoriini (Erichson, 1839) nemzetség
Thoracophorini (Reitter, 1909) nemzetség
Geomitopsis (Scheerpeltz, 1931)
Nacaeus (Blackwelder, 1942)
Thoracophorus (Motschulsky, 1837)

## Magyarországi fajaik
Thoracophorus corticinus (Motschulsky, 1837): csak néhány magyarországi lelőhelye ismert (Pallag, Mosonmagyaróvár, Pécs, Bisse)

## Fordítás
- Ez a szócikk részben vagy egészben  az   Osoriinae című orosz Wikipédia-szócikk ezen változatának fordításán alapul.  Az eredeti cikk szerkesztőit annak laptörténete sorolja fel. Ez a jelzés csupán a megfogalmazás eredetét és a szerzői jogokat jelzi, nem szolgál a cikkben szereplő információk forrásmegjelöléseként.